# پیسکو

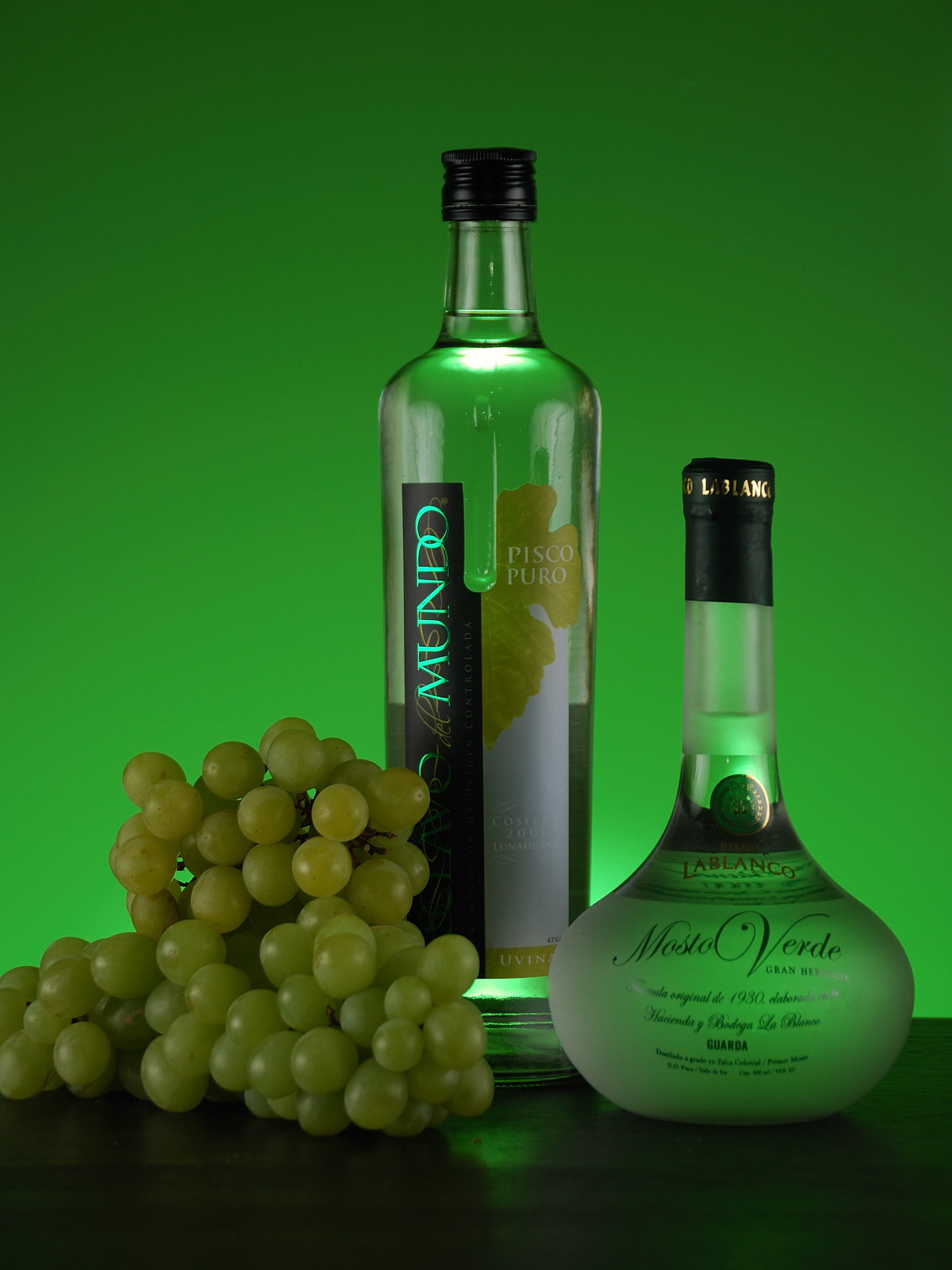
تصویری از بطری پیسکو تولید شده در پرو

پیسکو (کچوآ: pisqu، به معنای پرنده کوچک) برندی انگور قوی و بدون رنگ است که در شیلی و پرو تولید می‌شود. پیسکو در قرن ۱۶ میلادی به عنوان نوشیدنی ارزان‌تر از اورجو و برندی پوماک که از اسپانیا وارد می‌شد توسط مهاجران اسپانیایی رواج یافت. پیسکو در کشور شیلی و پرو نوشیدنی ملی است.